# Église du Bon-Pasteur de Mouscron
 (février 2023).
Pour les articles homonymes, voir Église du Bon-Pasteur.
L'église du Bon-Pasteur est une église paroissiale du quartier du Nouveau-Monde de la ville belge de Mouscron.

## Descriptif

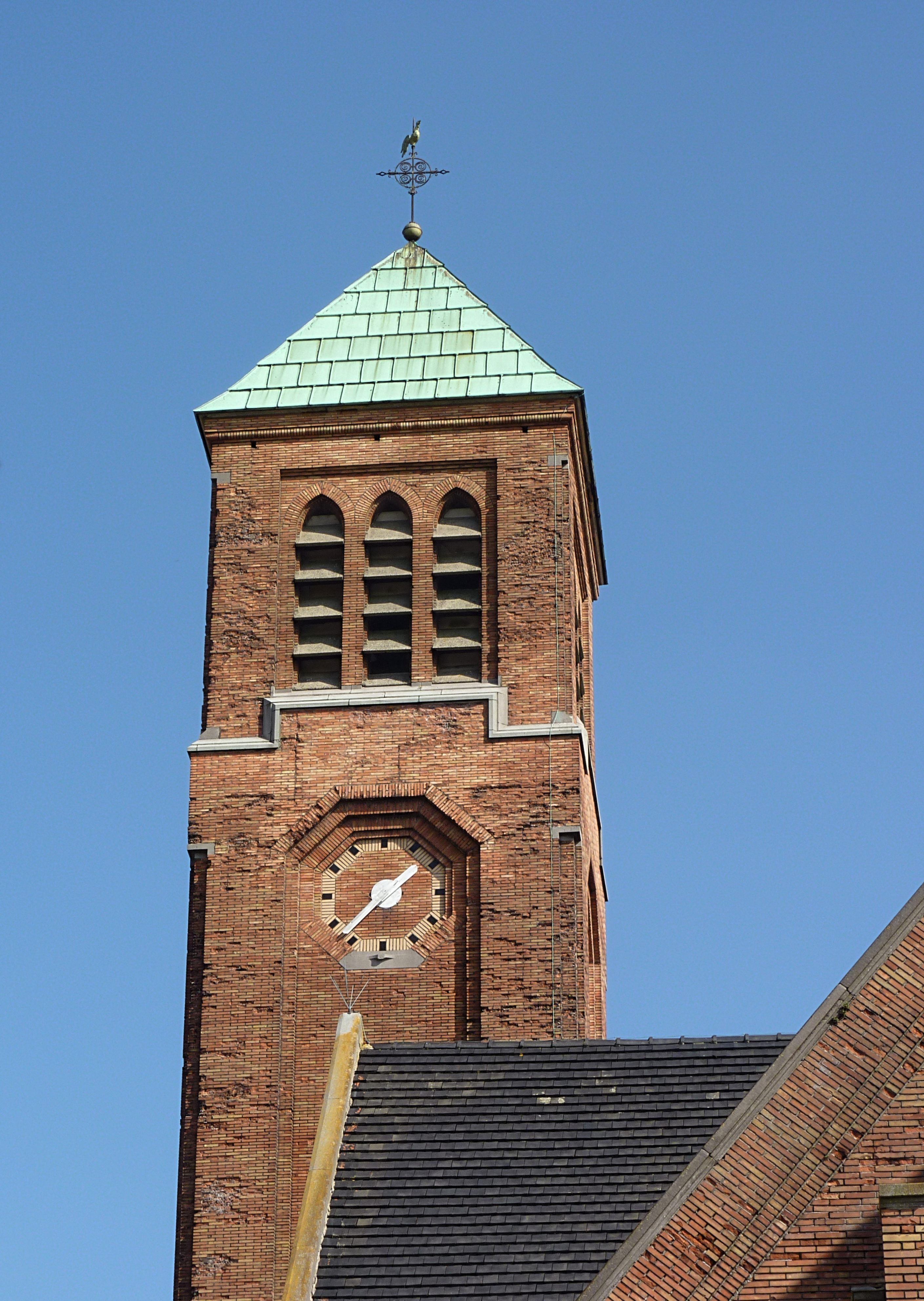
Détail du clocher

Avec son haut clocher, elle forme le centre du quartier du Nouveau-Monde. L'église a été construite en 1939-1940 en briques jaunes provenant de la région de Dixmude, sur un projet de Maurice Dujardin.
L'église a une large nef avec des bas-côtés relativement étroits et un chœur plat et fermé. Bien qu'un certain nombre d'éléments, comme les baies, proviennent du style néogothique, l'inclinaison tend davantage vers l'Art déco, ce qui se reflète également dans le clocher construit à côté. Le style Art déco se retrouve également dans le mobilier de l'église.